# كيم-باسكال بويسن
كيم-باسكال بويسن (بالألمانية: Kim-Pascal Boysen)‏ هو لاعب كرة قدم ألماني في مركز الهجوم، ولد في 19 يونيو 1988 في ألمانيا. لعب مع كيكرز أوفنباخ.

## وصلات خارجية
- كيم-باسكال بويسن على موقع قاعدة بيانات كرة القدم.إي يو (الإنجليزية)
- كيم-باسكال بويسن على موقع عالم كرة القدم.نت (الإنجليزية)